# Hofamt Priel
Hofamt Priel là một thị xã thuộc huyện Melk trong bang Niederösterreich.